# مهدی‌آباد (تنگ چنار)
مهدی‌آباد روستایی در دهستان تنگ چنار بخش مرکزی شهرستان مهریز استان یزد ایران است.

## جمعیت
بر پایه سرشماری عمومی نفوس و مسکن در سال ۱۳۹۵ جمعیت این روستا ۱۰۸ نفر (۳۶خانوار) بوده‌است.